# French Open 1972
Die 71. French Open 1972 waren ein Tennis-Sandplatzturnier der Klasse Grand Slam, das von der ILTF veranstaltet wurde. Es fand vom 22. Mai bis 4. Juni 1972 in Roland Garros, Paris, Frankreich statt.
Titelverteidiger im Einzel waren Jan Kodeš bei den Herren sowie Evonne Goolagong bei den Damen. Im Herrendoppel waren Arthur Ashe und Marty Riessen, im Damendoppel Gail Chanfreau und Françoise Dürr und im Mixed Françoise Dürr und Jean-Claude Barclay die Titelverteidiger.

## Herreneinzel
Setzliste
| Nr. | Spieler           | Erreichte Runde |
| --- | ----------------- | --------------- |
| 01. | Jan Kodeš         | Viertelfinale   |
| 02. | Ilie Năstase      | 3. Runde        |
| 03. | Stan Smith        | Viertelfinale   |
| 04. | Manuel Orantes    | Halbfinale      |
| 05. | Bob Hewitt        | 3. Runde        |
| 06. | Andrés Gimeno     | Sieg            |
| 07. | Pierre Barthes    | Achtelfinale    |
| 08. | Željko Franulović | 3. Runde        |

| Nr. | Spieler              | Erreichte Runde |
| --- | -------------------- | --------------- |
| 09. | Patrick Proisy       | Finale          |
| 10. | Alexander Metreweli  | Halbfinale      |
| 11. | Clark Graebner       | Achtelfinale    |
| 12. | Jimmy Connors        | 4. Runde        |
| 13. | Jaime Fillol         | 4. Runde        |
| 14. | František Pála       | Achtelfinale    |
| 15. |                      |                 |
| 16. | Barry Phillips-Moore | Achtelfinale    |

## Dameneinzel
Setzliste
| Nr. | Spielerin        | Erreichte Runde |
| --- | ---------------- | --------------- |
| 01. | Evonne Goolagong | Finale          |
| 02. | Nancy Richey     | 3. Runde        |
| 03. | Billie Jean King | Sieg            |
| 04. | Rosie Casals     | 3. Runde        |

| Nr. | Spielerin      | Erreichte Runde |
| --- | -------------- | --------------- |
| 05. | Françoise Dürr | Halbfinale      |
| 06. | Virginia Wade  | Viertelfinale   |
| 07. | Helga Masthoff | Halbfinale      |
| 08. | Linda Tuero    | 3. Runde        |

## Herrendoppel
Setzliste
| Nr. | Paarung                                | Erreichte Runde |
| --- | -------------------------------------- | --------------- |
| 01. | Bob Hewitt Frew McMillan               | Sieg            |
| 02. | Ilie Năstase Ion Țiriac                | 2. Runde        |
| 03. | Sergei Lichatschow Alexander Metreweli | Viertelfinale   |
| 04. | Jimmy Connors Tom Gorman               | Halbfinale      |

| Nr. | Paarung                              | Erreichte Runde |
| --- | ------------------------------------ | --------------- |
| 05. | Lew Hoad Manuel Orantes              | Achtelfinale    |
| 06. | Patricio Cornejo Seckel Jaime Fillol | Finale          |
| 07. | Jan Kodeš Jan Kukal                  | Halbfinale      |
| 08. | Jim McManus Jim Osborne              | Achtelfinale    |

## Damendoppel
Setzliste
| Nr. | Paarung                        | Erreichte Runde |
| --- | ------------------------------ | --------------- |
| 01. | Judy Dalton Françoise Dürr     | Halbfinale      |
| 02. | Rosie Casals Virginia Wade     | Achtelfinale    |
| 03. | Brenda Kirk Patricia Pretorius | Achtelfinale    |
| 04. | Billie Jean King Betty Stöve   | Sieg            |

## Mixed
Setzliste
| Nr. | Paarung                            | Erreichte Runde |
| --- | ---------------------------------- | --------------- |
| 01. | Jean-Claude Barclay Françoise Dürr | Finale          |
| 02. | Frew McMillan Judy Dalton          | Viertelfinale   |
| 03. | Alexander Metreweli Olga Morosowa  | Viertelfinale   |
| 04. | Clark Graebner Billie Jean King    | Viertelfinale   |